# Curtitoma hebes
Curtitoma hebes es una especie de gastrópodo del género Curtitoma, perteneciente la familia Mangeliidae.